# Zséda
Zséda, teljes nevén Zsédenyi Adrienn (Pápa, 1974. december 30. –) többszörös Fonogram- és EMeRTon-díjas magyar énekesnő.

## Élete
Szentesen, a Horváth Mihály Gimnázium irodalom-dráma tagozatán tanult. 15 éves korától Sík Olga tanárnőnél tanult énekelni, majd három színházban (Arany János Színház, Független Színpad, Krétakör Színház, Új Színház) mutatta meg színészi képességeit. Hét évig tanult hegedülni és a művészi pálya mellett a Nyugat-magyarországi Egyetemen szerzett diplomát mint szociálpedagógus.

### Magánélete
2000-ben ment férjhez dr. Takács Szabolcshoz, aki egy gyógyszerforgalmazó cég tudományos munkatársa. 2007. szeptember 27-én pedig megszületett első gyermekük, Nimród. 2019-ben elváltak. 2023-ban nyilvánosságra került, hogy az énekesnő új párja Moldvai Márk, aki Zsédával már négy éve zenei producerként dolgozott.
Több társadalmi szerepet is vállal. Többek között a Mellrák ellenes küzdelem és az Együtt a természetért kampány arca és az Összefogás a családon belüli erőszak ellen kampány támogatója.

## Zenei karrier

### Cotton Club Singers (1994–2001)
1994-ben Szűcs Gabriellával, Kovács Péterrel és László Boldizsárral alapították meg együttesüket, amellyel első két évben a belvárosi Cotton Club nevű szórakozóhelyen énekeltek. Később többek között a Budai Parkszínpadon és a Budapest Kongresszusi Központban is felléptek. Az együttesnek Adriennel hat év alatt öt nagylemeze jelent meg. 2001-ben kilépett a 2009-ben megszűnt formációból és azóta a White Chocolate nevű zenekar mellett szólókarriert folytat.

### Szólókarrier (2002–)
Zséda 2001-ben kilépett a zenekarból és azóta szólókarriert folytat. Washingtonban a magyar delegáció képviseletében fellépett a Folger Shakespeare Library-ban rendezett magyar esten, amelynek műsorát Tabányi Mihály kísérte.
Első debütáló albuma 2002-ben jelent meg Zséda címmel, melynek producere Rakonczai Viktor lett, akivel a Kőbányai Zenei Stúdióban osztálytársak voltak. Az album elérte a aranylemez minősítést. Az album egyik legsikeresebb dala és egyben első nagyobb siker a Valahol egy férfi vár volt, amely három hétig vezette a VIVA televízió slágerlistáját. Adrienn első albumának kiteljesedését meghozó Mennem kell tovább című sikerballadájával folytatta.
2003 őszén útjára indul a Szeress most! című szappanopera az RTL Klubon, aminek főcímdalát énekli. Ez a szám hatalmas áttörést és országos ismertséget hozott neki. Három hétig vezette a VIVA Chart listáját is.
2004-ben jelent meg Adrienn második albuma Zséda-Vue címmel. Az albumról több sikeres kislemez is megjelent, többek között: Motel, Mindhalálig mellettem vagy az Újhold. Ez volt első olyan albuma, amely elérte a platinaminősítést.
2005 novemberében jelent meg első karácsonyi albuma Ünnep címmel, amely szintén elérte a platinaminősítést. Az albumról az A szürke patás című számból készült videóklip, amely máig is kedvelt karácsonyi dal lett Magyarországon.
2007-ben Létray Ákos felkérte az akkor első gyermekét váró Adriennt egy duettre a Valahol című számhoz.
A dal 2007 szeptemberében jelent meg és a VIVA TV slágerlistáján elérte az első helyet, éves zenei összesítésében a második, egyben az első magyar dal lett.
A duett több mint 40 héten át szerepelhetett a Mahasz Top 40 rádiós slágerlistán így talán Adrienn eddigi legnagyobb sikere lett.
2008 novemberében jelent meg Zséda negyedik albuma Rouge címmel. Az album első kislemeze a 2008 októberének végén kiadott Fekete rúzs lett, amely a VIVA TV slágerlistáján elérte az első helyet. A Rouge album következő kislemeze a 2009 márciusában megjelent És megindul a Föld, amely az év egyik legtöbbet játszott dala lett.
2009. május 28-án a Papp László Budapest Sportarénában adott telt házas koncertet a varázslatos énekesnő. A műsor közel 15 éves pályafutásának keresztmetszete volt, valamennyi nagy slágere, legkedvesebb dalai hangzottak el az Arénában, és persze a legfrissebb, a Rouge album legjobbjai sem maradhattak ki a repertoárból. 2009 novemberében kiadta Ajtók mögött című dalát, amely szintén nagy sikernek örvendett.
2010-ben kiadta A skorpió hava című dalát, majd még ugyanez év májusában közreműködött a 10. VIVA Comet hivatalos himnuszán, amelynek címe Ha zene szól.
2011 őszén 5. stúdióalbuma előfutáraként megjelent a Legyen úgy című dala, amely azonnal közönségsiker lett.
2012 nyarán újabb dallal jelentkezett, melynek címe Más világ. 2012 őszén jelent meg 5. stúdióalbuma Ötödik érzék címmel.
2013 tavaszán megjelent a Dance című dala. 2013 őszén új videóklippel jelentkezett, amely a Hétköznapi mennyország című dalához készült.
2014 őszén megjelent a Hány percet élsz című dala.
2015 augusztusának végén jelent meg Legyél a másé című dala, amelyet Vastag Csabával énekel.
2016 szeptemberében 6. albuma előfutáraként megjelent az Óceán című dala. Novemberben új dallal jelentkezett, melynek címe Adj még levegőt. 2016 novemberében megjelent hatodik albuma Kémia címmel.
2017 tavaszán új videóklippel jelentkezett, amely az Eperhold című dalához készült, és az év egyik legjobb slágere lett. 
2017 decemberében kiadta a A mindenségen át című dalát. 
2018 szeptemberében ismét új videóklippel jelentkezett, amelyet a Fosszíliák című dalához készített.
2019. február 14-én Valentin nap alkalmából új klippel örvendeztette meg rajongóit, amely a Mondd, látom még őt című dalához készült. 2019 őszén megjelent a LaLaLaLa (Tandemugrás) című dala.
2020 tavaszán új dallal jelentkezett Életben maradni címmel. 2020 őszén megjelent a Csak a szívemet dobom eléd című dala.
2021 januárjában egy duettel jelentkezett Kökény Attilával, melynek címe Hello. 2021 februárjában megjelent hetedik nagylemeze Szívizomláz címmel. 2021 júniusában megjelent A falakon túl című dalához készült videóklip. 2021 szeptemberében új videóklippel jelentkezett, amely a Kócos című dalához készült.
2022 decemberében egy karácsonyi dallal jelentkezett, melynek címe Esik a hó.
2023 végén egy duettel jelentkezett Dolhai Attilával, amelynek címe Egy ölelés a világ. A dalhoz készült videoklip 2024 márciusában jelent meg.
2024 augusztusában megjelent a Napfénytető című dalához készült videóklip, melyet duett formájában ad elő Egy ölelés a világ. 2024 októberében megjelent a Fantom című dala, és a hozza készült videóklip. 2024 novemberében megjelent nyolcadik nagylemeze Kaleidoszkóp címmel. 2024 decemberében egy duettel jelentkezett Szűcs Krisztiánnal, amelynek címe Korai Telihold, és megjelent hozzá egy vizuális klip is.
2025. február 14-én megjelent egy újabb duettje Kökény Attilával, a Csókolj még. 2025 márciusában megjelent a Pillanat című dala.

## Diszkográfia
Lásd még: a Zséda-diszkográfia cikket
- Zséda (2002)
- Zséda-Vue (2004)
- Ünnep (2005)
- Rouge (2008)
- Ötödik érzék (2012)
- Kémia (2016)
- Szívizomláz (2021)
- Kaleidoszkóp (2024)

## Díjak és elismerések
Bővebben: Zséda díjainak listája

## Televíziós szereplések

### Film
- Nyugattól keletre, avagy a média diszkrét bája (1994) (első szerepe, egy rövid jelenetben énekel)
- Szeress most! (2003) (főcímdal)
- Csudafilm (2005) (főcímdal)
- Megy a gőzös (2007) (filmzene)
- Holnap Tali! (2017) (szereplő)
- Alvilág (2019) (szereplő)

### TV
- Szombat esti láz (versenyző)
- Megasztár 4 (vendégelőadó)
- Csináljuk a fesztivált!
- X-Faktor (2010, 2011, 2013) (vendégelőadó)
- A Dal (2016) (zsűritag)
- A Dal (2017) (zsűritag)
- Dancing with the stars (2020, 2021) (vendégelőadó)
- Neked énekelek (2020, 2021)
- Nicsak, ki vagyok? (2020) (versenyző)
- Sztárban sztár (2022) (vendégelőadó)

1. ↑  https://www.origo.hu/teve/2023/06/belebetegedett-a-valasaba-zseda-eloszor-beszelt-a-tortentekrol
2. ↑  https://velvet.hu/celeb/2023/04/29/zseda-moldvai-mark-szerelem-kapcsolat-parja-valas-enekesno-zsedenyi-adrienn/